# باغ‌وحش العین
باغ‌وحش العین (به عربی: حَدِيْقَة ٱلْحَيْوَانَات بِٱلْعَيْن) یک باغ‌وحش ۴۰۰ هکتاری در دامنه جبل حفیت، العین، امارت ابوظبی، امارات متحده عربی است. این باغ‌وحش در سال ۱۹۶۸ توسط زاید بن سلطان آل نهیان تاسیس شد و بزرگترین باغ‌وحش خاورمیانه است.

## نگارخانه

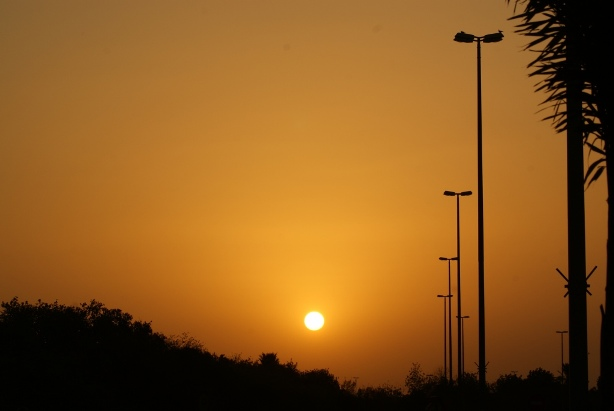
غروب باغ‌وحش
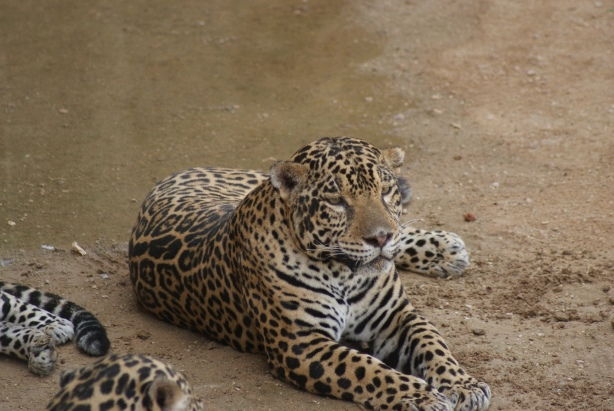
جگوار
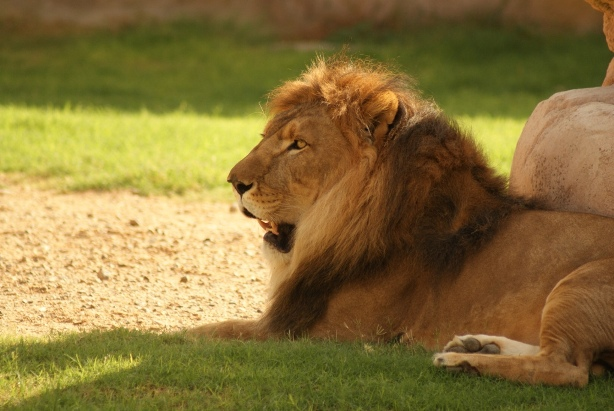
شیر
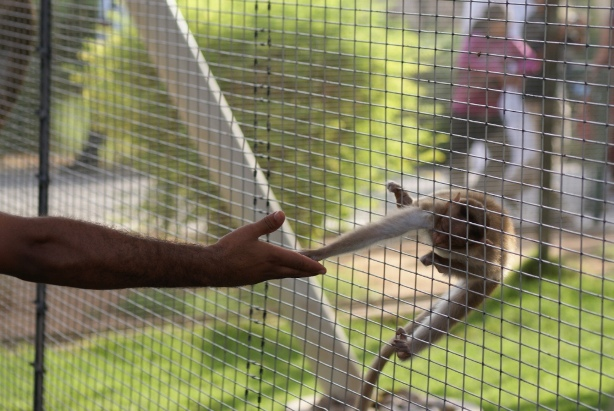
ماکاک
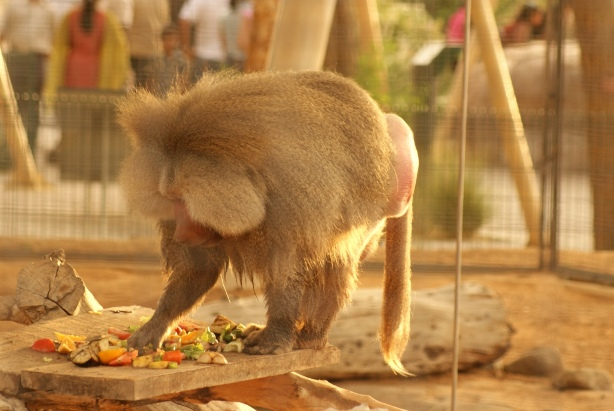
بابون مقدس
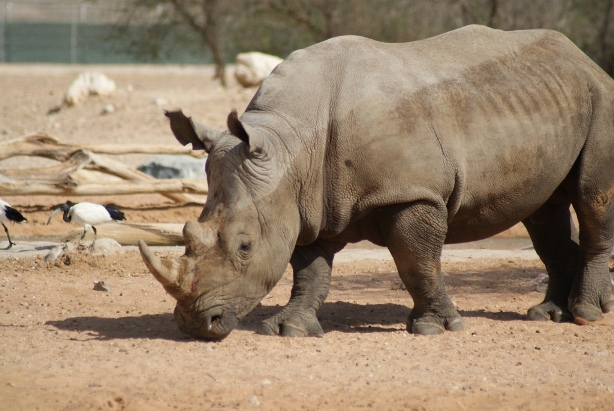
کرگدن سفید
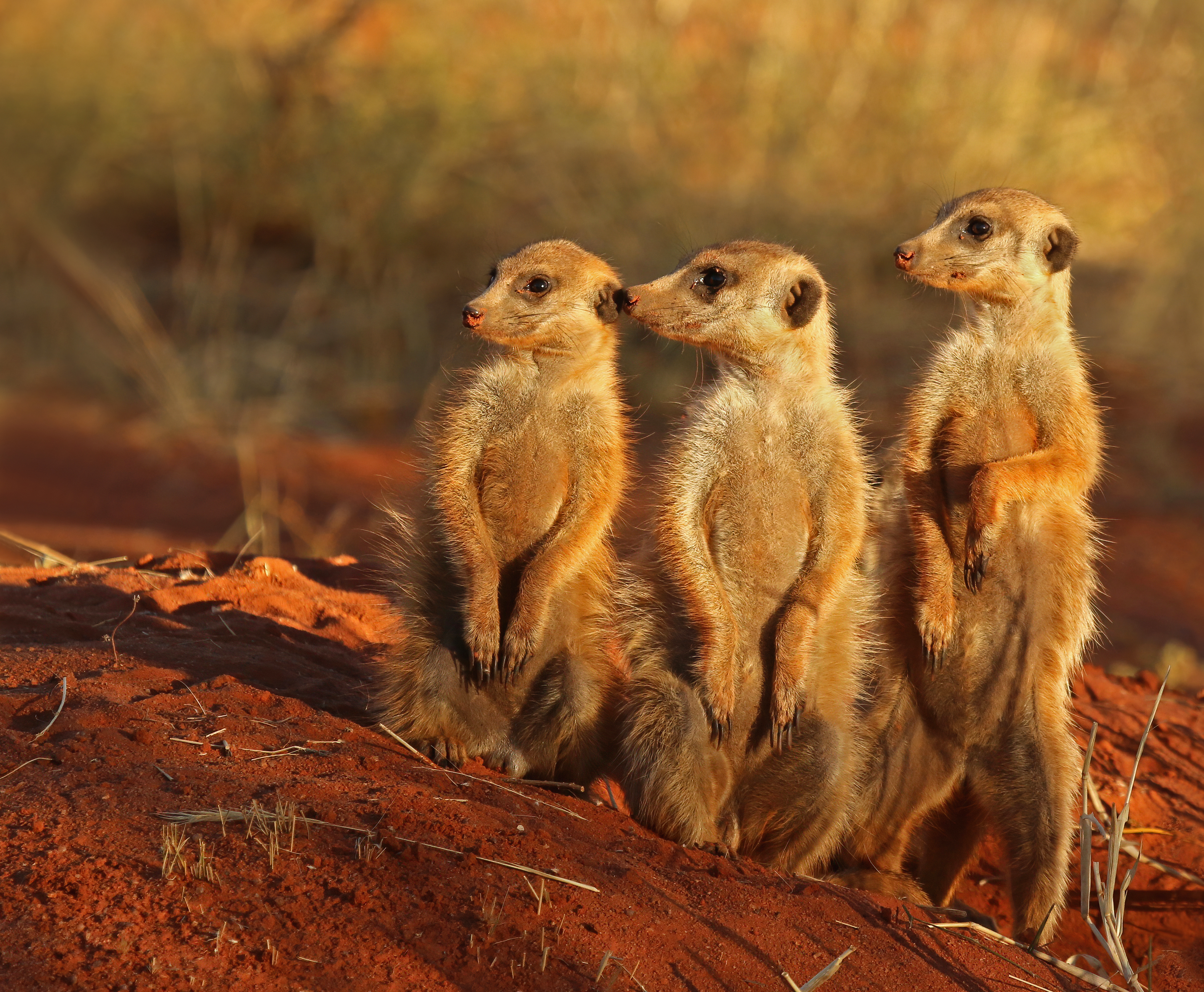
دم‌عصایی
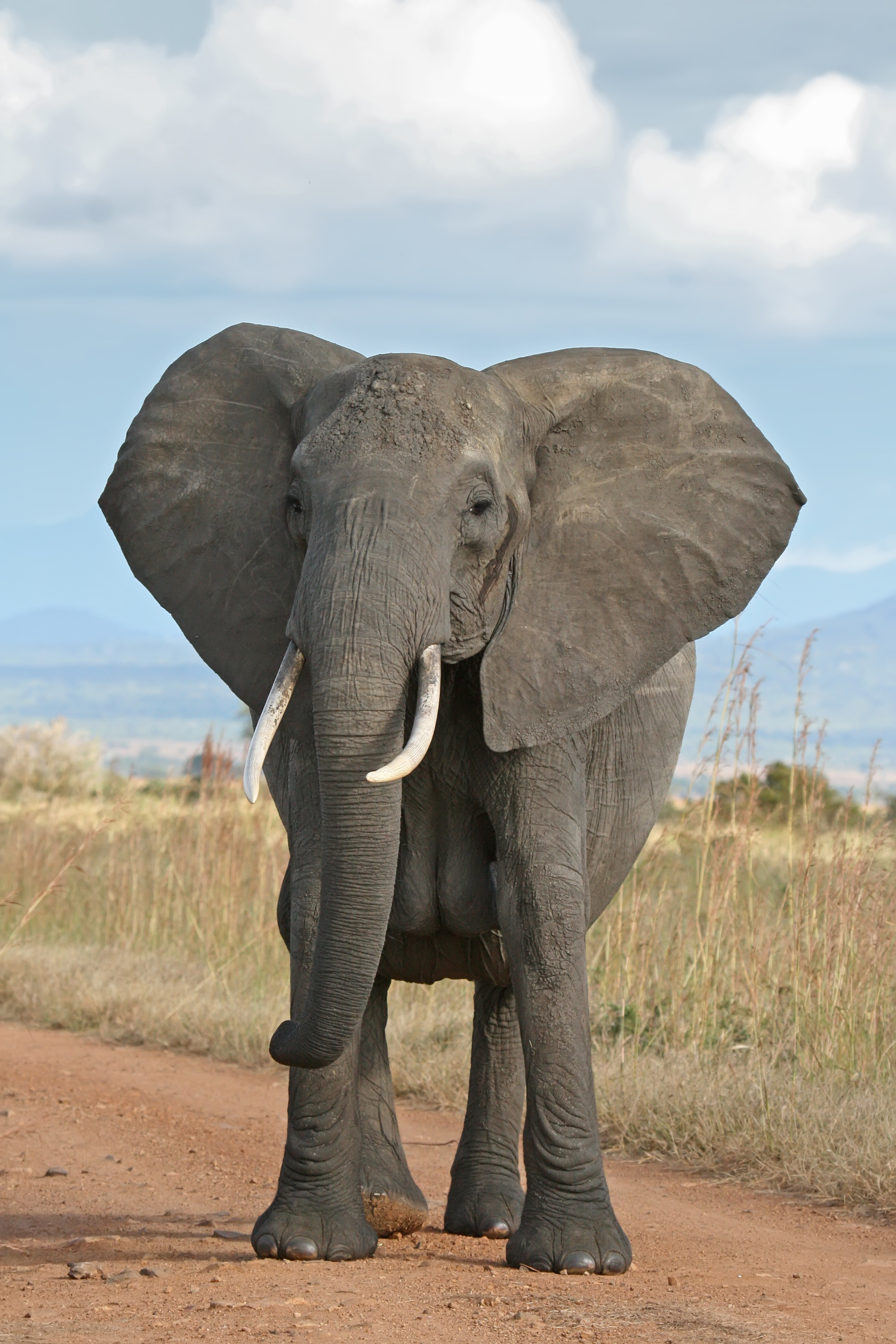
فیل
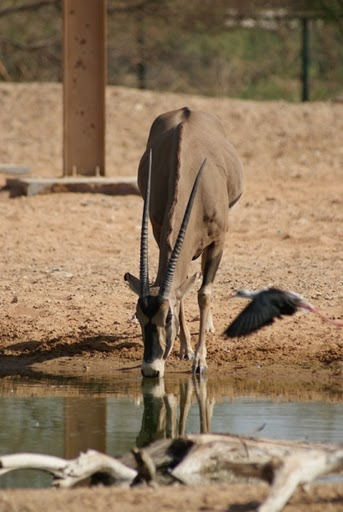
تیزشاخ آفریقای شرقی
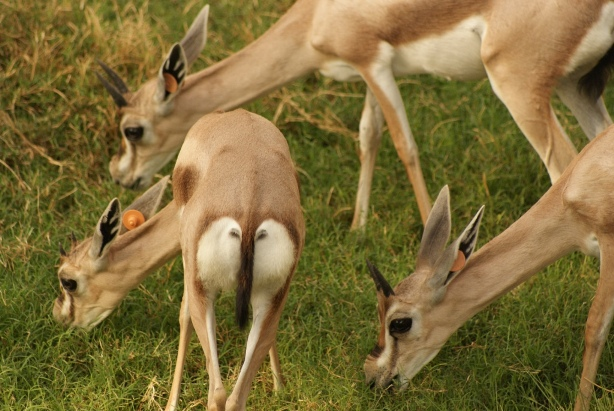
آهو
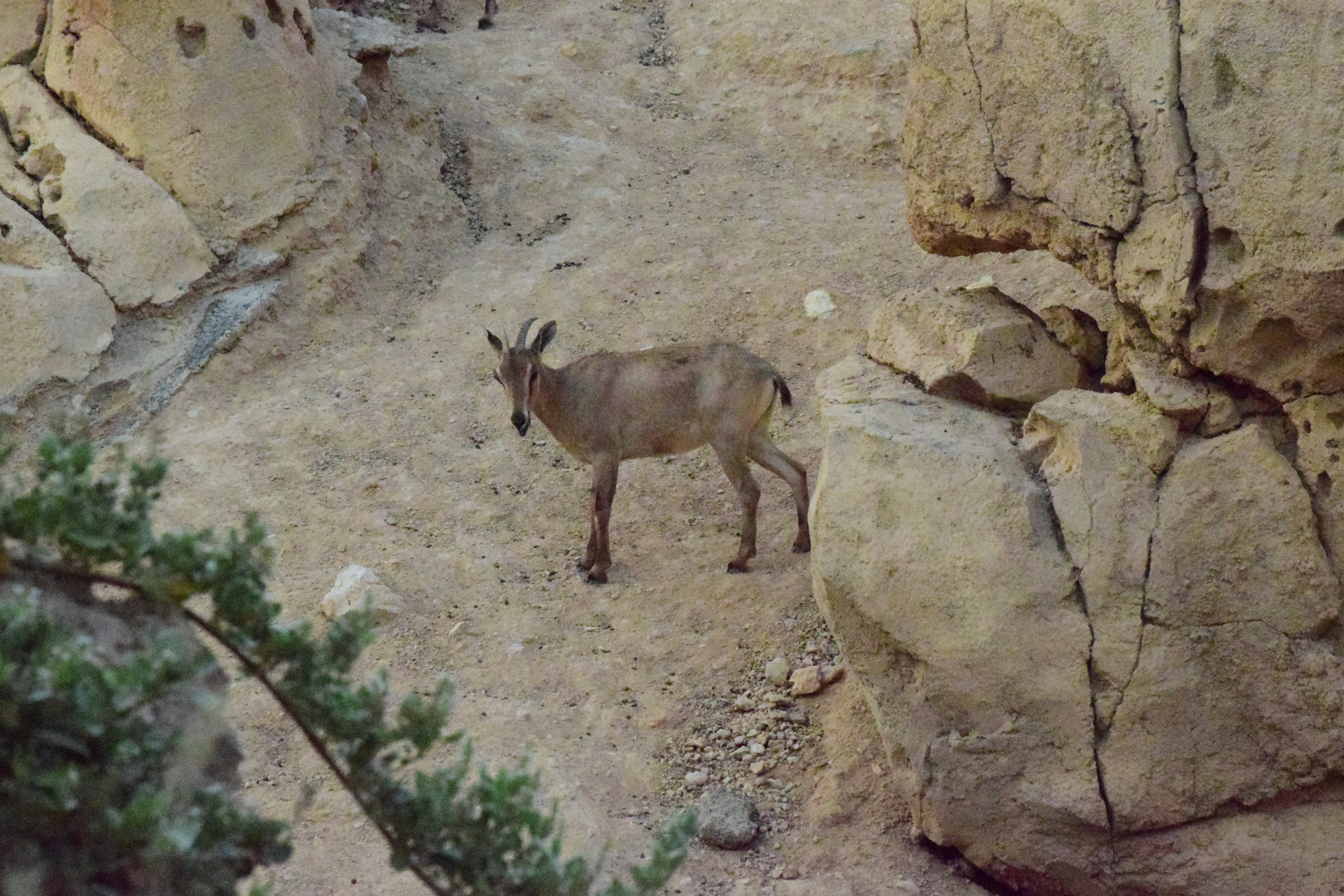
بز عربی
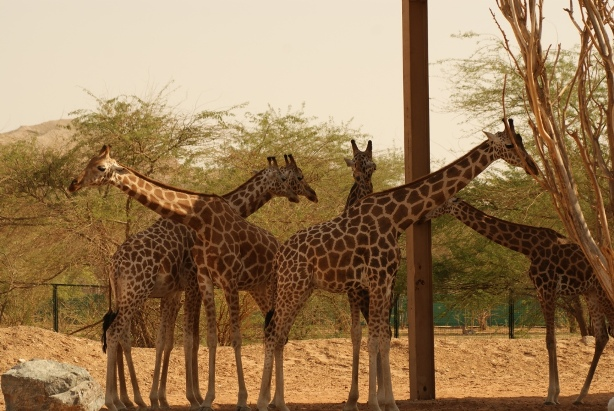
زرافه نوبه‌ای
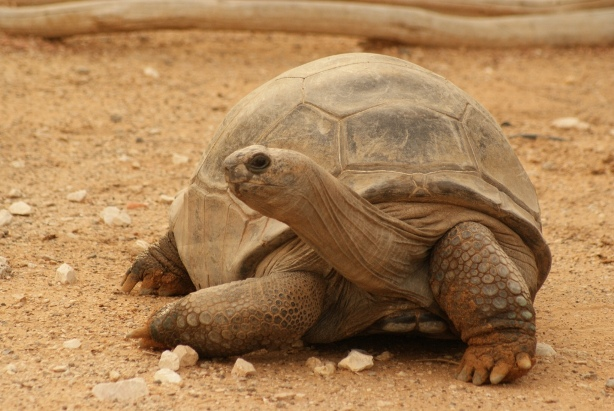
لاک‌پشت غول‌پیکر آلدابرا
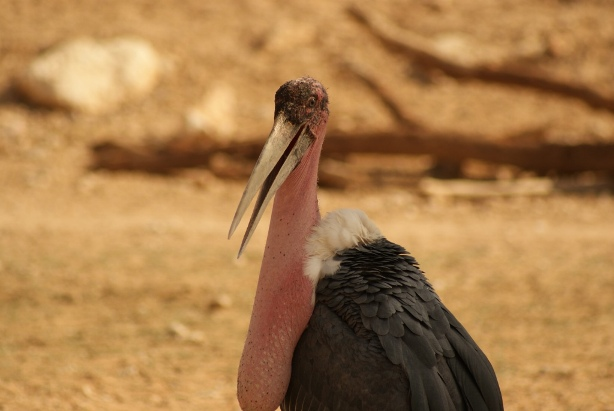
لک‌لک مردارخوار
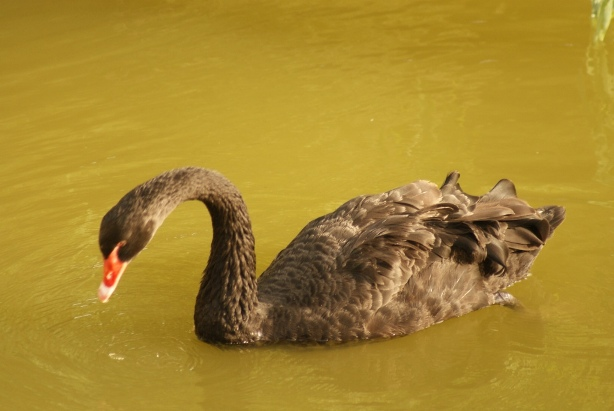
قوی سیاه
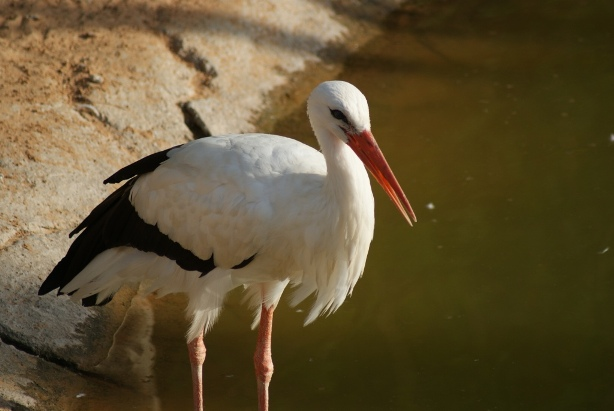
لک‌لک سفید
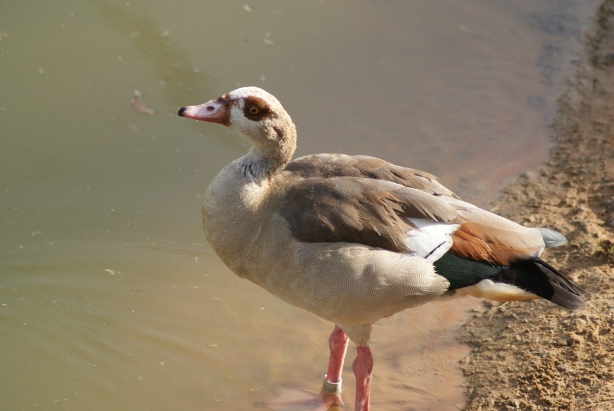
غاز مصری
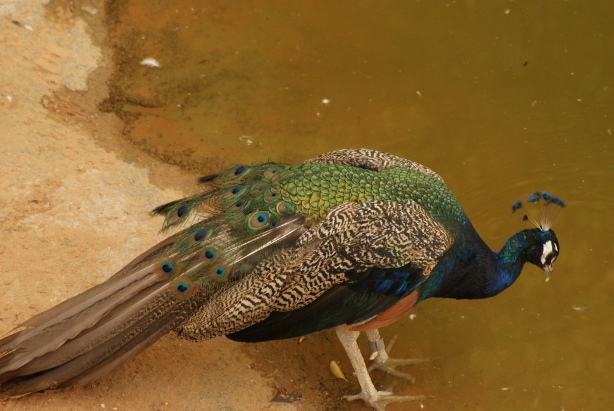
طاووس هندی
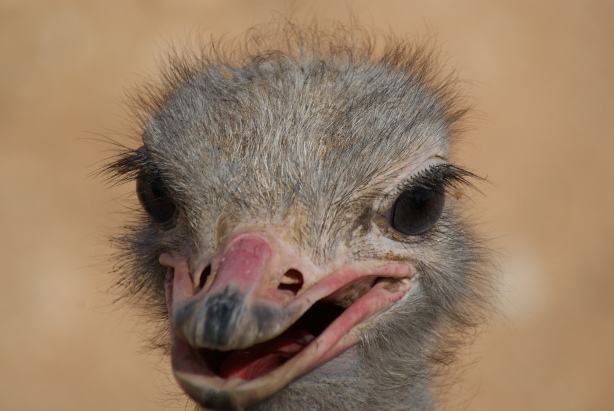
شترمرغ